# Gran Premio motociclistico di Doha 2021
Il Gran Premio motociclistico di Doha 2021 è stato la seconda prova su diciotto del motomondiale 2021, disputato il 4 aprile sul circuito di Losail. Le vittorie nelle tre classi sono andate rispettivamente a: Fabio Quartararo in MotoGP, Sam Lowes in Moto2 e Pedro Acosta in Moto3. Per Acosta, partito dalla pitlane, si tratta del primo successo nel motomondiale.

## MotoGP

### Arrivati al traguardo
| Pos. | Nº | Pilota            | Squadra                     | Motocicletta       | Giri | Tempo     | Griglia | Punti |
| ---- | -- | ----------------- | --------------------------- | ------------------ | ---- | --------- | ------- | ----- |
| 1º   | 20 | Fabio Quartararo  | Monster Energy Yamaha       | Yamaha YZR-M1      | 22   | 42'23.997 | 5º      | 25    |
| 2º   | 5  | Johann Zarco      | Pramac Racing               | Ducati Desmosedici | 22   | +1.457    | 2º      | 20    |
| 3º   | 89 | Jorge Martín      | Pramac Racing               | Ducati Desmosedici | 22   | +1.500    | 1º      | 16    |
| 4º   | 42 | Álex Rins         | Suzuki Ecstar               | Suzuki GSX-RR      | 22   | +2.088    | 8º      | 13    |
| 5º   | 12 | Maverick Viñales  | Monster Energy Yamaha       | Yamaha YZR-M1      | 22   | +2.110    | 3º      | 11    |
| 6º   | 63 | Francesco Bagnaia | Ducati Lenovo               | Ducati Desmosedici | 22   | +2.642    | 6º      | 10    |
| 7º   | 36 | Joan Mir          | Suzuki Ecstar               | Suzuki GSX-RR      | 22   | +4.868    | 9º      | 9     |
| 8º   | 33 | Brad Binder       | Red Bull KTM Factory Racing | KTM RC16           | 22   | +4.979    | 18º     | 8     |
| 9º   | 43 | Jack Miller       | Ducati Lenovo               | Ducati Desmosedici | 22   | +5.365    | 4º      | 7     |
| 10º  | 41 | Aleix Espargaró   | Aprilia Racing Team Gresini | Aprilia RS-GP      | 22   | +5.382    | 7º      | 6     |
| 11º  | 23 | Enea Bastianini   | Esponsorama Racing          | Ducati Desmosedici | 22   | +5.550    | 19º     | 5     |
| 12º  | 21 | Franco Morbidelli | Petronas Yamaha SRT         | Yamaha YZR-M1      | 22   | +5.787    | 10º     | 4     |
| 13º  | 44 | Pol Espargaró     | Repsol Honda                | Honda RC213V       | 22   | +6.063    | 15º     | 3     |
| 14º  | 6  | Stefan Bradl      | Repsol Honda                | Honda RC213V       | 22   | +6.453    | 11º     | 2     |
| 15º  | 88 | Miguel Oliveira   | Red Bull KTM Factory Racing | KTM RC16           | 22   | +8.928    | 12º     | 1     |
| 16º  | 46 | Valentino Rossi   | Petronas Yamaha SRT         | Yamaha YZR-M1      | 22   | +10.742   | 21º     |       |
| 17°  | 30 | Takaaki Nakagami  | LCR Honda Idemitsu          | Honda RC213V       | 22   | +16.241   | 16°     |       |
| 18º  | 10 | Luca Marini       | SKY VR46 Esponsorama        | Ducati Desmosedici | 22   | +16.472   | 13º     |       |
| 19º  | 9  | Danilo Petrucci   | Tech 3 KTM Factory Racing   | KTM RC16           | 22   | +16.779   | 15º     |       |
| 20º  | 32 | Lorenzo Savadori  | Aprilia Racing Team Gresini | Aprilia RS-GP      | 22   | +38.775   | 22º     |       |

### Ritirati
| Nº | Pilota       | Squadra                   | Motocicletta | Giri | Griglia |
| -- | ------------ | ------------------------- | ------------ | ---- | ------- |
| 73 | Álex Márquez | LCR Honda Castrol         | Honda RC213V | 12   | 14º     |
| 27 | Iker Lecuona | Tech 3 KTM Factory Racing | KTM RC16     | 12   | 20º     |

## Moto2
Tommaso Marcon sostituisce l'infortunato Simone Corsi sulla MV Agusta.

### Arrivati al traguardo
| Pos. | Nº | Pilota                | Squadra                  | Motocicletta | Giri | Tempo     | Griglia | Punti |
| ---- | -- | --------------------- | ------------------------ | ------------ | ---- | --------- | ------- | ----- |
| 1º   | 22 | Sam Lowes             | Elf Marc VDS Racing      | Kalex        | 20   | 39'52.702 | 1º      | 25    |
| 2º   | 87 | Remy Gardner          | Red Bull KTM Ajo         | Kalex        | 20   | +0.190    | 2º      | 20    |
| 3º   | 25 | Raúl Fernández        | Red Bull KTM Ajo         | Kalex        | 20   | +3.371    | 4º      | 16    |
| 4º   | 72 | Marco Bezzecchi       | SKY Racing Team VR46     | Kalex        | 20   | +6.789    | 3º      | 13    |
| 5º   | 79 | Ai Ogura              | Idemitsu Honda Team Asia | Kalex        | 20   | +16.640   | 6º      | 11    |
| 6º   | 37 | Augusto Fernández     | Elf Marc VDS Racing      | Kalex        | 20   | +16.887   | 10º     | 10    |
| 7º   | 13 | Celestino Vietti      | SKY Racing Team VR46     | Kalex        | 20   | +17.254   | 18º     | 9     |
| 8º   | 62 | Stefano Manzi         | Flexbox HP40             | Kalex        | 20   | +17.283   | 11º     | 8     |
| 9º   | 97 | Xavi Vierge           | Petronas Sprinta Racing  | Kalex        | 20   | +17.515   | 19º     | 7     |
| 10º  | 21 | Fabio Di Giannantonio | Federal Oil Gresini      | Kalex        | 20   | +18.167   | 7º      | 6     |
| 11º  | 14 | Tony Arbolino         | Liqui Moly Intact GP     | Kalex        | 20   | +18.180   | 20º     | 5     |
| 12º  | 64 | Bo Bendsneyder        | Pertamina Mandalika SAG  | Kalex        | 20   | +20.696   | 15º     | 4     |
| 13º  | 9  | Jorge Navarro         | MB Conveyors Speed Up    | Boscoscuro   | 20   | +22.016   | 17º     | 3     |
| 14º  | 19 | Lorenzo Dalla Porta   | Italtrans Racing         | Kalex        | 20   | +22.043   | 24º     | 2     |
| 15º  | 75 | Albert Arenas         | Solunion Aspar           | Boscoscuro   | 20   | +26.266   | 23º     | 1     |
| 16°  | 40 | Héctor Garzó          | Flexbox HP40             | Kalex        | 20   | +28.539   | 26°     |       |
| 17º  | 11 | Nicolò Bulega         | Federal Oil Gresini      | Kalex        | 20   | +29.310   | 13º     |       |
| 18º  | 5  | Yari Montella         | MB Conveyors Speed Up    | Boscoscuro   | 20   | +33.150   | 22º     |       |
| 19°  | 35 | Somkiat Chantra       | Idemitsu Honda Team Asia | Kalex        | 20   | +39.838   | 23º     |       |
| 20º  | 7  | Lorenzo Baldassarri   | MV Agusta Forward Racing | MV Agusta F2 | 20   | +44.961   | 25º     |       |
| 21º  | 55 | Hafizh Syahrin        | NTS RW Racing GP         | NTS          | 20   | +56.123   | 27º     |       |

### Ritirati
| Nº | Pilota           | Squadra                  | Motocicletta | Giri | Griglia |
| -- | ---------------- | ------------------------ | ------------ | ---- | ------- |
| 16 | Joe Roberts      | Italtrans Racing         | Kalex        | 14   | 8º      |
| 10 | Tommaso Marcon   | MV Agusta Forward Racing | MV Agusta F2 | 12   | 28º     |
| 6  | Cameron Beaubier | American Racing          | Kalex        | 12   | 14º     |
| 12 | Thomas Lüthi     | Pertamina Mandalika SAG  | Kalex        | 8    | 21º     |
| 23 | Marcel Schrötter | Liqui Moly Intact GP     | Kalex        | 8    | 16º     |
| 96 | Jake Dixon       | Petronas Sprinta Racing  | Kalex        | 8    | 5°      |
| 44 | Arón Canet       | Solunion Aspar           | Boscoscuro   | 6    | 9º      |

## Moto3

### Arrivati al traguardo
| Pos. | Nº | Pilota             | Squadra                     | Motocicletta  | Giri | Tempo     | Griglia | Punti |
| ---- | -- | ------------------ | --------------------------- | ------------- | ---- | --------- | ------- | ----- |
| 1º   | 37 | Pedro Acosta       | Red Bull KTM Ajo            | KTM RC 250 GP | 18   | 38'22.430 | 23°     | 25    |
| 2º   | 40 | Darryn Binder      | Petronas Sprinta Racing     | Honda NSF250R | 18   | +0.039    | 6º      | 20    |
| 3º   | 23 | Niccolò Antonelli  | Avintia Esponsorama         | KTM RC 250 GP | 18   | +0.482    | 10º     | 16    |
| 4°   | 13 | Andrea Migno       | Rivacold Snipers            | Honda NSF250R | 18   | +0.514    | 5°      | 13    |
| 5º   | 27 | Kaito Toba         | CIP Green Power             | KTM RC 250 GP | 18   | +0.651    | 11º     | 11    |
| 6º   | 28 | Izan Guevara       | GasGas Gaviota Aspar        | Gas Gas       | 18   | +0.708    | 8º      | 10    |
| 7º   | 71 | Ayumu Sasaki       | Red Bull KTM Tech 3         | KTM RC 250 GP | 18   | +1.805    | 17º     | 9     |
| 8º   | 6  | Ryusei Yamanaka    | CarXpert PrüstelGP          | KTM RC 250 GP | 18   | +1.857    | 13º     | 8     |
| 9º   | 5  | Jaume Masiá        | Red Bull KTM Ajo            | KTM RC 250 GP | 18   | +1.875    | 1º      | 7     |
| 10º  | 55 | Romano Fenati      | Sterilgarda Max Racing Team | Husqvarna     | 18   | +1.967    | 24º     | 6     |
| 11º  | 50 | Jason Dupasquier   | CarXpert PrüstelGP          | KTM RC 250 GP | 18   | +1.994    | 9º      | 5     |
| 12º  | 24 | Tatsuki Suzuki     | SIC58 Squadra Corse         | Honda NSF250R | 18   | +2.234    | 4º      | 4     |
| 13º  | 2  | Gabriel Rodrigo    | Indonesian Racing Gresini   | Honda NSF250R | 18   | +2.235    | 3º      | 3     |
| 14º  | 73 | Maximilian Kofler  | CIP Green Power             | KTM RC 250 GP | 18   | +2.249    | 20º     | 2     |
| 15º  | 92 | Yuki Kunii         | Honda Team Asia             | Honda NSF250R | 18   | +2.260    | 19º     | 1     |
| 16º  | 82 | Stefano Nepa       | BOE Owlride                 | KTM RC 250 GP | 18   | +5.359    | 25º     |       |
| 17°  | 7  | Dennis Foggia      | Leopard Racing              | Honda NSF250R | 18   | +11.052   | 26°     |       |
| 18º  | 53 | Deniz Öncü         | Red Bull KTM Tech 3         | KTM RC 250 GP | 18   | +11.085   | 28º     |       |
| 19°  | 54 | Riccardo Rossi     | BOE Owlride                 | KTM RC 250 GP | 18   | +15.996   | 27°     |       |
| 20º  | 20 | Lorenzo Fellon     | SIC58 Squadra Corse         | Honda NSF250R | 18   | +17.130   | 16º     |       |
| 21º  | 99 | Carlos Tatay       | Avintia Esponsorama         | KTM RC 250 GP | 18   | +18.480   | 18º     |       |
| 22º  | 19 | Andi Farid Izdihar | Honda Team Asia             | Honda NSF250R | 18   | +25.872   | 21º     |       |
| 23°  | 11 | Sergio García      | GasGas Gaviota Aspar        | Gas Gas       | 18   | +41.914   | 22º     |       |

### Ritirati
| Nº | Pilota           | Squadra                     | Motocicletta  | Giri | Griglia |
| -- | ---------------- | --------------------------- | ------------- | ---- | ------- |
| 43 | Xavier Artigas   | Leopard Racing              | Honda NSF250R | 7    | 12º     |
| 12 | Filip Salač      | Rivacold Snipers            | Honda NSF250R | 6    | 17º     |
| 17 | John McPhee      | Petronas Sprinta Racing     | Honda NSF250R | 4    | 7º      |
| 52 | Jeremy Alcoba    | Indonesian Racing Gresini   | Honda NSF250R | 4    | 2º      |
| 31 | Adrián Fernández | Sterilgarda Max Racing Team | Husqvarna     | 4    | 14º     |